# 廷博 (阿肯色州)
廷博（英語：Timbo）是位於美國阿肯色州斯通縣的一個非建制地區。該地的面積和人口皆未知。

## 地理
廷博的座標為35°52′15″N 92°19′02″W / 35.87083°N 92.31722°W，而該地的平均海拔高度為260米（即853英尺）。